# クリトリック・リス
クリトリック・リス（CLITORIC RIS）は、スギム（1969年〈昭和44年〉10月29日 - ）による日本のソロスカム音楽ユニットである。結成当初のキャッチフレーズは「下ネタのナポレオン」。
テルミンを股間部に取り付けた黒パンツ姿でステージに立ち、フェスやサーキットイベントでのサブステージの出演頻度や活躍により「サブステージの王様」と呼ばれている。

## 来歴
2006年10月　音楽経験のまったくなかった広告会社勤務のサラリーマンであったスギム（当時36歳）は、行きつけのバーの常連客達とバンドを組む。しかし初ライブ当日に他のメンバー全員がドタキャンし、やけくそになりリズムマシーンに合わせてパンツ一丁で行った即興パフォーマンスが話題となり、後藤まりこ（当時ミドリ）や劔樹人のイベントに呼ばれるようになる。
その後もサラリーマンとの二足のわらじで関西を中心にライブ活動を行ってきたが、両立が不可能となり、2012年に退社。それ以降、東京や地方でのライブも精力的に行うようになる。
当時ユニバーサルミュージック・グレートハンティングに所属していた（2015年末で退社）加茂啓太郎が目を付け、「夏の魔物」などのイベントに出演。
2015年2月4日　井口昇監督によるMV「バンドマンの女」を公開し、同時に同楽曲の配信も開始。12月2日、初の全国流通盤アルバム「あなたのあな」をタワーレコードの「TOWER RECORDS」レーベルから発売、配信はユニバーサルミュージック・グレートハンティングが担当。12月15日に渋谷WWWでワンマンライブを行う。
2016年には演技にも挑戦し、MOOSIC LAB 2016に出展した映画「光と禿」で初主演。ヒロイン役に岸井ゆきの。MOOSIC LAB 2016ではベストミュージシャン賞と最優秀男優賞の2冠を獲得した。10月、文化放送「くにまるジャパン極」という番組内において「嘉門達夫杯争奪！インディーズバンド、コミックソング ナンバーワン決定戦!」に出場。楽曲「ライス&ライス」でグランプリを獲得。
2017年4月16日、セカンドアルバム「HAGECORE」をSMEJより発売。
2018年6月24日、ネコフェスよりクリトリック・リスのスタッフ「愛どんわなだい」がコーラスも兼任開始。
2019年2月20日、サードアルバム「ENDLESS SCUMMER」を自主レーベルSCUM EXPLOSIONより発売。4月20日、「スギム生誕50周年」を祝うワンマンライブを日比谷野外大音楽堂で行い、動員2000人以上を集め成功を収める。前日までチケットの売れ行きが1200枚程だったが、当日観衆が押し寄せ、開演時間を過ぎても当日券を求める列は絶えず用意していた当日券が全て完売。また会場内の売店によると、「これほど酒類が出たのは、過去に例がない」と言わせる程に、お酒が売れた。9月29日、長野県松本市で行われた「りんご音楽祭」2日目のメインステージで、大トリをつとめる。10月29日、スギム自身が50歳となる誕生日にBILLIE IDLE®をゲストに迎え、渋谷クアトロでワンマン公演を成功させた。
2020年10月1日、茨城放送にてスギムがメインパーソナリティの「ミッドナイトクレイジーラジオ」が放送開始。11月1日、大阪城音楽堂で初の主催フェス「栗フェス2020」を開催
2021年5月　石川県のアウトレット家具店「ファニチャーエクスプレス」テレビCMのナレーションと音楽を担当。
2023年5月6日、茨城放送にてスギムがメインパーソナリティの「ミッドナイトクレイジーラジオ」のスポンサーが1社降りたが、後藤まりこの紹介の会社社長に自ら営業をかけてスポンサー獲得に成功し、スポンサーの穴を埋める。

## メンバー
- スギム（1969年10月29日） ボーカル、テルミン、キーボード、プログラミング、等

## 作品

### アルバム
- 『萌えるゴミの日（ライブ盤）』（2010年5月1日）※ライブ会場限定配布
- 『男達の宴（ライブ盤）』（2011年4月1日）※ライブ会場限定配布
- 『あなたのあな』（2015年12月2日、TOWER RECORDS）
- 『HAGECORE』（2017年4月26日、SMEJ）
- 『ENDLESS SCUMMER』（2019年2月20日、SCUM EXPLOSION）
- 『ROAD TO GUY』（2020年12月16日、SCUM EXPLOSION）

### 参加オムニバスCD
- V.A. 
  - 『ベアリズム』（2011年5月25日）「スウェッティ」収録
  - 『U.F.O. CLUB TOKYO JAPAN VOL.6』（2012年8月22日）「バンドマンの女」収録

### 参加DVD
- V.A. 
  - 『龍宮ナイトDVD』（2010年4月3日）「最低な男」「浜さん」収録
  - 『大阪ロックデイ2011』（2012年5月15日）「冒険暴走坊主」収録
- 竹山ロックンロール
  - 『竹山ロックンロール1』（2014年4月23日）「インタビュー」収録
  - 『竹山ロックンロール2』（2014年5月21日）「インタビュー、スタジオライブ（ライス＆ライス）」収録
  - 『竹山ロックンロール4』（2014年7月23日）「実録!クリトリック・リス24時!!パート1」収録
  - 『竹山ロックンロール5』（2014年8月27日）「実録!クリトリック・リス24時!!パート2」収録
  - 『竹山ロックンロール6』（2014年9月24日）「実録!クリトリック・リス24時!!パート3」収録
  - 『竹山ロックンロール8』（2014年11月26日）「TAKEROCK GIG vol.1」収録
- 『光と禿』（2018年2月2日）主演
- 『WE ARE LITTLE ZOMBIES』（2020年2月5日）出演

## 出演

### テレビ
- 竹山ロックンロール（2014年1月18日・22日、2015年1月6日）
- 未来ロケット（2014年6月14日・16日、9月20日、11月15日-フジテレビ）
- 爆裂問題ピーポー（2016年6月18日、テレビ朝日）
- BAZOOKA!!!（2017年2月17日、2018年4月9日-BSスカパー）
- 深夜に発見!新shock感（2018年8月25日、テレビ東京）
- SING OR DIE（2019年5月26日、CBCテレビ）
- SING TO LIVE（2020年5月31日、CBCテレビ）
- 『拝啓、どエライ様 ~はみ出し人物列伝~』 （2021年2月23日、NHK総合 近畿ブロック）密着ドキュメンタリー
- 相席食堂（2022年4月5日）

### ラジオ
- アフター6ジャンクション（TBSラジオ）
  - アトロク・バレンタインキッス男祭り（2019年2月14日）
  - LIVE & DIRECT（2019年9月25日）
  - LIVE & DIRECT（2020年9月30日）
  - LIVE & DIRECT（2021年5月27日・12月20日）
- ミッドナイトクレイジーラジオ（2020年10月1日 - 茨城放送）メインパーソナリティ・毎週土曜日22時

### 映画
- 尻舟（2009年10月31日）
- 太秦ヤコペッティ（2013年4月27日）
- 乱死怒町より愛を吐いて（2015年11月7日）
- そうして私たちはプールに金魚を、（2017年4月8日）
- 光と禿（2017年4月22日）
- WE ARE LITTLE ZOMBIES（2019年6月14日）

### 雑誌
- STORYWRITER vol.3（2010年3月 特集記事）
- 宝島 2014年1月号（紹介記事）
- Quick Japan vol.142（2019年2月23日）
- 週刊大衆（2019年4月29日号）
- SPA!（「脱サラ組の天国と地獄」2019年6月4日号）

## 執筆
- 関西ファッションカルチャーマガジン カジカジ（イエス、アルコール、イエス、ミュージックライフ|2014年3月号〜）